# ズコ☆バコ/涙の雨がやむ頃に
「ズコ☆バコ/涙の雨がやむ頃に」は、フラチナリズムの2枚目のシングル。2016年11月16日に日本クラウンから発売された。

## 概要
前作より約11ヶ月ぶりとなるシングル。初回生産限定盤「ズコ☆バコ/涙の雨がやむ頃に」と通常盤「涙の雨がやむ頃に/ズコ☆バコ」の2形態で発売。初回盤はDVD付。
両A面シングルである。いずれも作詞/作曲はフラチナリズムが担当。サウンドプロデューサーにはシングル「KAN&PAI-THE WORLD-」アルバム「ハーフ&ハーフ」と同様nishi-kenである。
「涙の雨がやむ頃に」はインディーズ時代から存在する曲で、アルバム「フルコース」に収録されている。シングルは再録版である。

## 収録曲
（全作詞・作曲・編曲：フラチナリズム）
1. ズコ☆バコ [3:41]
2. 涙の雨がやむ頃に [4:58]
3. フルコース non-stop mix [17:07]
4. ズコ☆バコ(instrumental) [3:40]
5. 涙の雨がやむ頃に(instrumental)[4:58]

### 初回特典DVD
- 【short movie】スタスタローン怒りの忘年会

(BGM：フラチナリズム/ズコ☆バコ)
- ズコ☆バコ MUSIC VIDEO
- メイキング
- メイキング(ロングバージョン)